# Văn hóa Đa Bút
Văn hóa Đa Bút là một nền văn hóa Việt Nam ở sơ kỳ thời đại đồ đá mới có niên đại sau các nền văn hóa Hòa Bình và Bắc Sơn, cách đây từ 5000 đến 6000 năm. Không gian của văn hóa Đa Bút là dải đất nằm từ hữu ngạn sông Đáy đến tả ngạn sông Mã thuộc các tỉnh Ninh Bình và Thanh Hóa ngày nay. Tính đến năm 2010, đã có hơn 10 điểm văn hóa Đa Bút được phát hiện và khai quật. Các bộ lạc chủ nhân của văn hóa Đa Bút đã tạo ra nền văn hóa Đông Sơn.

## Đặc điểm
Đa Bút là đặt theo tên một thôn ở xã Biện Thượng, Thanh Hóa - nơi đầu tiên tìm được những di vật của nền văn hóa này. Sau những phát hiện và khai quật Cồn Cổ Ngựa, Cồn Trũng, Bản Thủy, Làng Còng (Thanh Hóa) và Hang Sáo, Đồng Vươn (Ninh Bình), nhận thức về địa bàn phân bố và môi trường của Văn hóa Đa Bút trải rộng trên mặt không gian từ vùng núi đến vùng đồng bằng ven biển với nhiều loại hình di tích khác nhau đã cho thấy môi trường văn hóa đa dạng của Văn hóa Đa Bút. Thành tựu quan trọng của 80 năm phát hiện và nghiên cứu đã nhận ra những đặc trưng cơ bản của Văn hóa Đa Bút:
"Sự nảy sinh của đồ gốm đồng thời với sự hoàn thiện kỹ thuật mài là hai nét đặc trưng quan trọng nhất tạo nên bộ mặt của Văn hóa Đa Bút" (Trần Quốc Vượng).
Nghiên cứu đồ gốm Đa Bút buổi đầu mới phát hiện và khai quật di tích này E.Patte đã cho rằng: người Đa Bút đã dùng khuôn đan để chế tạo đồ gốm. Các thực nghiệm của Viện khảo cổ học cho biết: Đồ gốm Đa Bút được tạo bằng kỹ thuật nặn khối, sử dụng hòn kê, bàn đập. Đồ gốm Đa Bút đến giai đoạn cuối có sự phát triển về thể loại hình kỹ thuật, hoa văn, độ nung gốm cao hơn, các loại văn hoa và kiểu dáng. Sự có mặt các loại đồ gốm mỏng, văn hoa đa dạng, sương gốm mịn hơn được xem là sự phát triển của kỹ thuật chế tạo đồ gốm. Đồ gốm Đa Bút được xem là yếu tố văn hóa nổi trội mang tính riêng biệt của chủ nhân văn hóa Đa Bút. Đặt đồ gốm Đa Bút trong nền cảnh thời đại mới ở Việt Nam có thể xem gốm Đa Bút là tập hợp sớm nhất. Địa bàn phân bố của Đa Bút được xem là trung tâm văn hóa đồ gốm sớm ở Việt Nam. Tuy nhiên, vào những năm sau 2010, khi khai quật các di chỉ khảo cổ học ở quần thể di sản thế giới Tràng An, các nhà khảo cổ đã tìm thấy trong các hang động nhiều vật dụng gốm, được xác định là ra đời sớm nhất Việt Nam, có niên đại khoảng 9000 năm, thuộc nền văn hóa Tràng An.
Kỹ thuật chế tác công cụ đá của chủ nhân Văn hóa Đa Bút có sự phát triển và hướng tới sự hoàn chỉnh. Từ hai loại nguyên liệu được khai thác tại chỗ: đá cuội và đá phiến, chủ nhân Văn hóa Đa Bút đã áp dụng kỹ thuật mài cưa để tạo ra những công cụ thích hợp, đem lại hiệu quả cao. Sự phát triển của kỹ thuật mài của đá cho phép cưa đá người Đa Bút chế tác được các loại rìu tứ giác khá hoàn chỉnh. Sưu tập đá của Văn hóa Đa Bút với các loại di vật tiêu biểu từ rìu mài lưới, mài toàn thân đến rìu tứ giác, rìu hình thanh được mài nhẵn, các loại cước đá to mài nhẵn đã cho ta thấy sự phát triển vượt trội của kỹ thuật chế tác các công cụ đá. Kiến thức ngày nay với sự hỗ trợ của các phương tiện kỹ thuât mới đã giúp cho các nhà khảo cổ học nhận thức đúng hơn về môi trường, đời sống của cư dân Đa Bút qua các tư liệu mới về văn hóa này.
Từ một di tích khảo cổ học Đa Bút, đến nay Văn hóa Đa Bút đã được phân thành các giai đoạn phát triển khác nhau: Văn hóa Đa Bút có thể gọi là một phức hệ phát triển văn hóa lâu dài từ sau Văn hóa Hòa Bình đến cuối đá mới – mà thực chất là một quá trình "đá mới đá" được thực hiện trong sự chuyển đổi môi trường từ các thung lũng đá vôi Hòa Bình đã và đang tạo nên một bước ngoặt lớn trong quá trình phát triển của tiền sử Việt Nam.

## Các di chỉ khảo cổ
- Di tích khảo cổ học Đa Bút (Biện Thượng, Thanh Hóa) được phát hiện đầu tiên vào năm 1926. Kết quả khai quật đầu tiên cho biết đây là dạng di tích Cồn vỏ nhuyễn thể – Cồn hến như kiểu "đống rác bếp". Những di vật phát hiện đầu tiên như: rìu đá, cuốc đá, bàn nghiền, chày nghiến, đồ gốm đã cho biết di tích này có niên đại đá mới.
- Di tích núi Hang Sáo (phường Tam Điệp, Ninh Bình) với nhiều hang động và mái đá có dấu ấn của cư dân văn hóa Hòa Bình và cư dân văn hóa Đa Bút sống cách ngày nay từ 5.000 đến 10.000 năm.
- Di tích Đồng Vườn (xã Đồng Thái, Ninh Bình) là một di chỉ thuộc thời đại văn hóa Đa Bút. Đây là di chỉ cư trú ngoài trời ở Ninh Bình.
- Di tích khảo cổ học Cồn Cổ Ngựa (xã Tống Sơn, Thanh Hóa). Được khai quật những năm 1979 - 80 trên diện tích 235 m² xuất hiện nhiều di vật văn hóa Đa Bút.[3]
- Cụm di tích hang ốc; Núi ốp (phường Yên Sơn, Ninh Bình) xuất lộ dấu ấn cư dân văn hóa Đa Bút và cư dân văn hóa Đông Sơn.
- Di chỉ khảo cổ học Cồn Trũng (Hoa Lộc, Thanh Hóa) có niên đại thuộc giai đoạn từ sơ kỳ đá mới chuyển sang hậu kỳ đá mới thuộc văn hóa Đa Bút.
- Cụm di tích hang Mo; hang Cò; hang Trâu; hang Hũ Ngoài; hang Hũ Trong; mái đá Thung Bình thuộc Khu du lịch Tràng An ở Ninh Bình có dấu ấn văn hóa Tràng An, văn hóa Hòa Bình và Đa Bút.
- Di tích hang Khỉ (phường Trung Sơn, Ninh Bình) xuất lộ một số mảnh gốm cùng vỏ nhuyễn thể trên bề mặt, nơi đây có dấu ấn văn hóa Đa Bút.